# آریاخ
آریاخ (به آلمانی: Arriach) یک منطقهٔ مسکونی در اتریش است که در ناحیه فیلاخ-لاند واقع شده‌است. آریاخ ۱٬۵۶۲ نفر جمعیت دارد.